# Hospoda Na Špici
Hostinec Na Špici byla slavná zájezdní hospoda v Dřevěnicích (č.p. 51), postavená v letech 1780–1790. Stávala na kraji obce při hlavní silnici Praha – Špindlerův Mlýn, nyní I/16, kde působila jako významný krajinotvorný prvek. Původně to byla významná stanice v Podkrkonoší pro tehdejší vozy, kterými se vozilo plátno, bavlna, osadnické zboží, víno. Kromě výstavné hlavní budovy s reliéfní výzdobou zde stály prostorné konírny, 
krytá dřevěná kůlna na 4 kamenných pilířích, pod kterou se ukrývaly povozy a kryla i sýpku a seník, dále stodoly a stáje.
Za socialismu byla hospoda předána do užívání zemědělskému družstvu. Hospoda byla zapsána mezi nemovité kulturní památky. Byl vypracován podrobný projekt na výstavbu motorestu "Na Špici", k realizaci stavby ovšem nikdy nedošlo. Koncem 20. století objekt koupila soukromá firma, přičemž hlavní budova dále chátrala, některé objekty byly zbourány, jiné spadly samovolně. V druhé dekádě 21. století byla stavba definitivně srovnána se zemí.
Nyní nese název "Hospoda Na Špici" její následnice na protilehlé straně silnice, zděné stavení z počátku 19. století (č.p. 52, na fotografii).